# Graur cu coadă lungă
Graurul cu coadă lungă (Lamprotornis caudatus) este membru al familiei graurilor, Sturnidae. Este rezident în Africa tropicală din Senegal la est până în Sudan. Este o pasăre gregară și zgomotoasă, care are un strigăt aspru. Ca majoritatea graurilor, grarul cu coadă lungă este omnivor, mănâncă fructe și insecte.

## Galerie

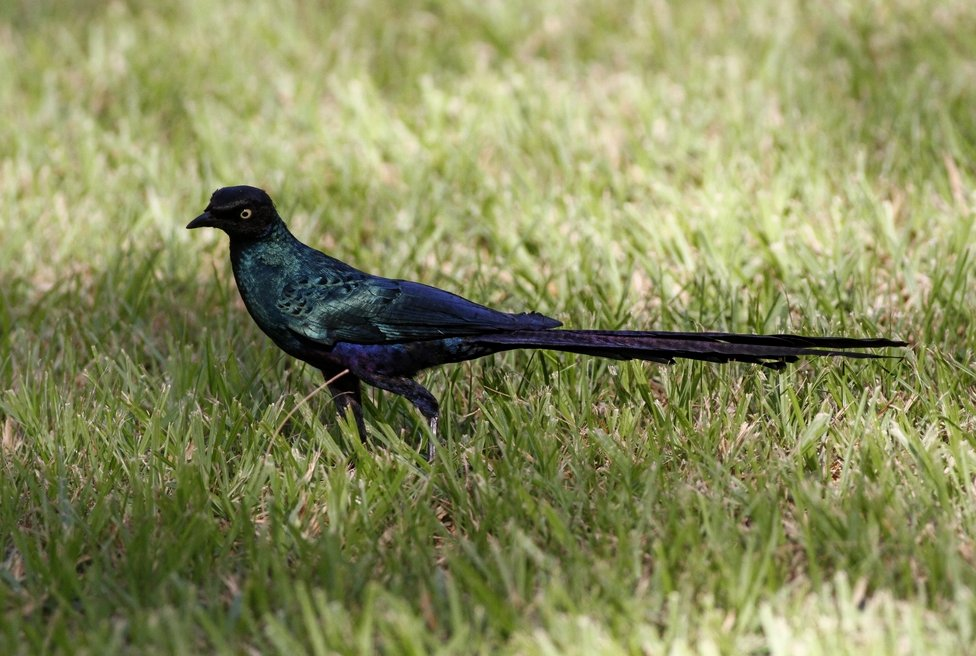
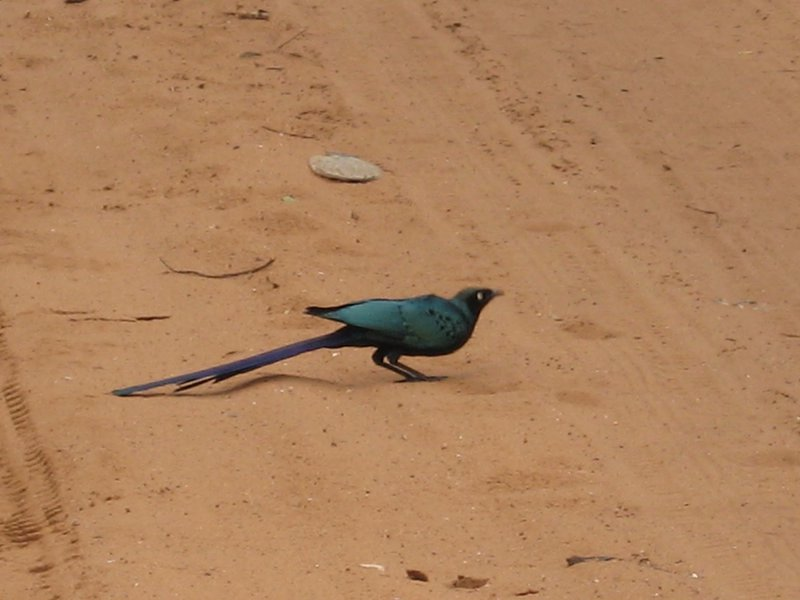
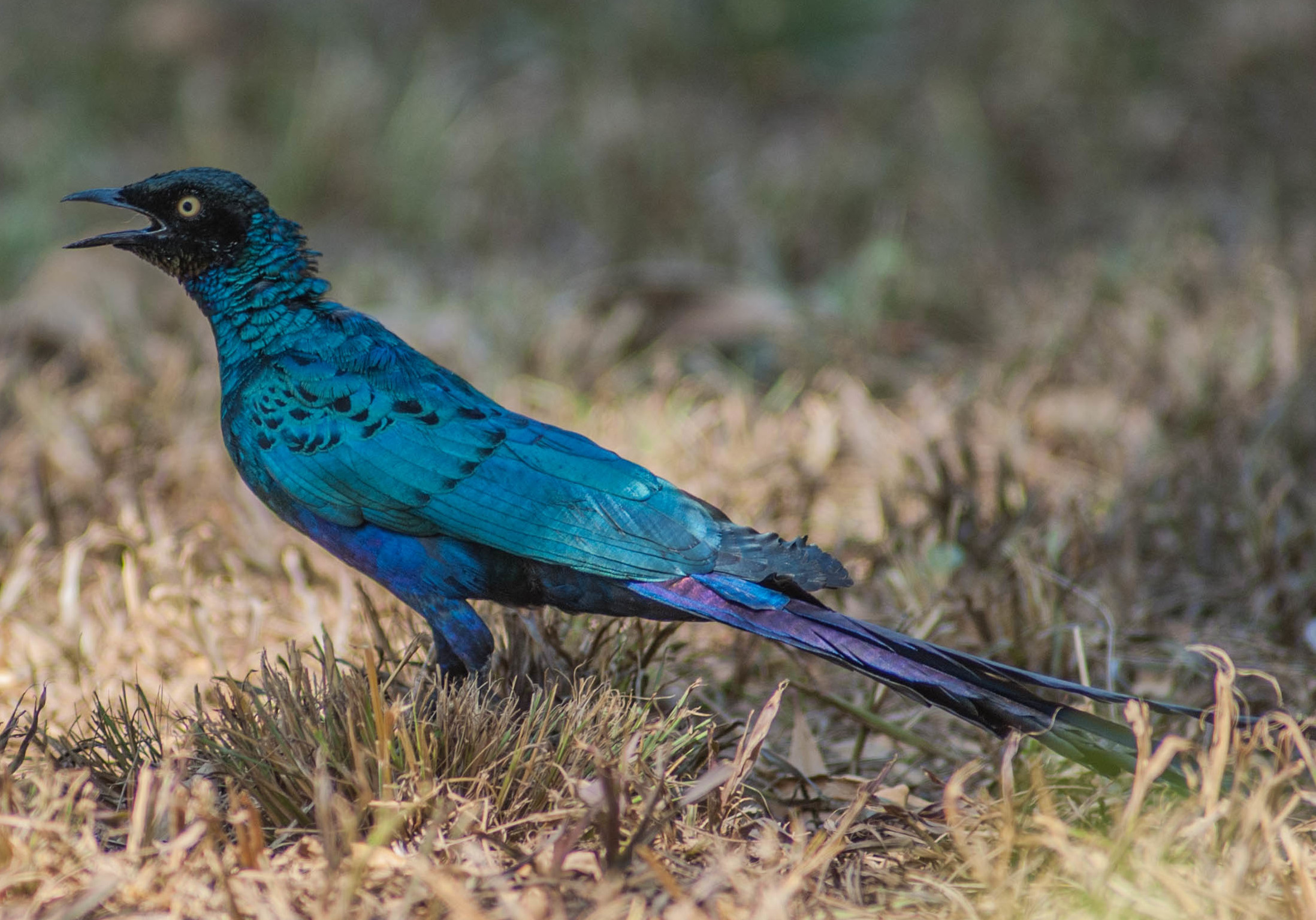
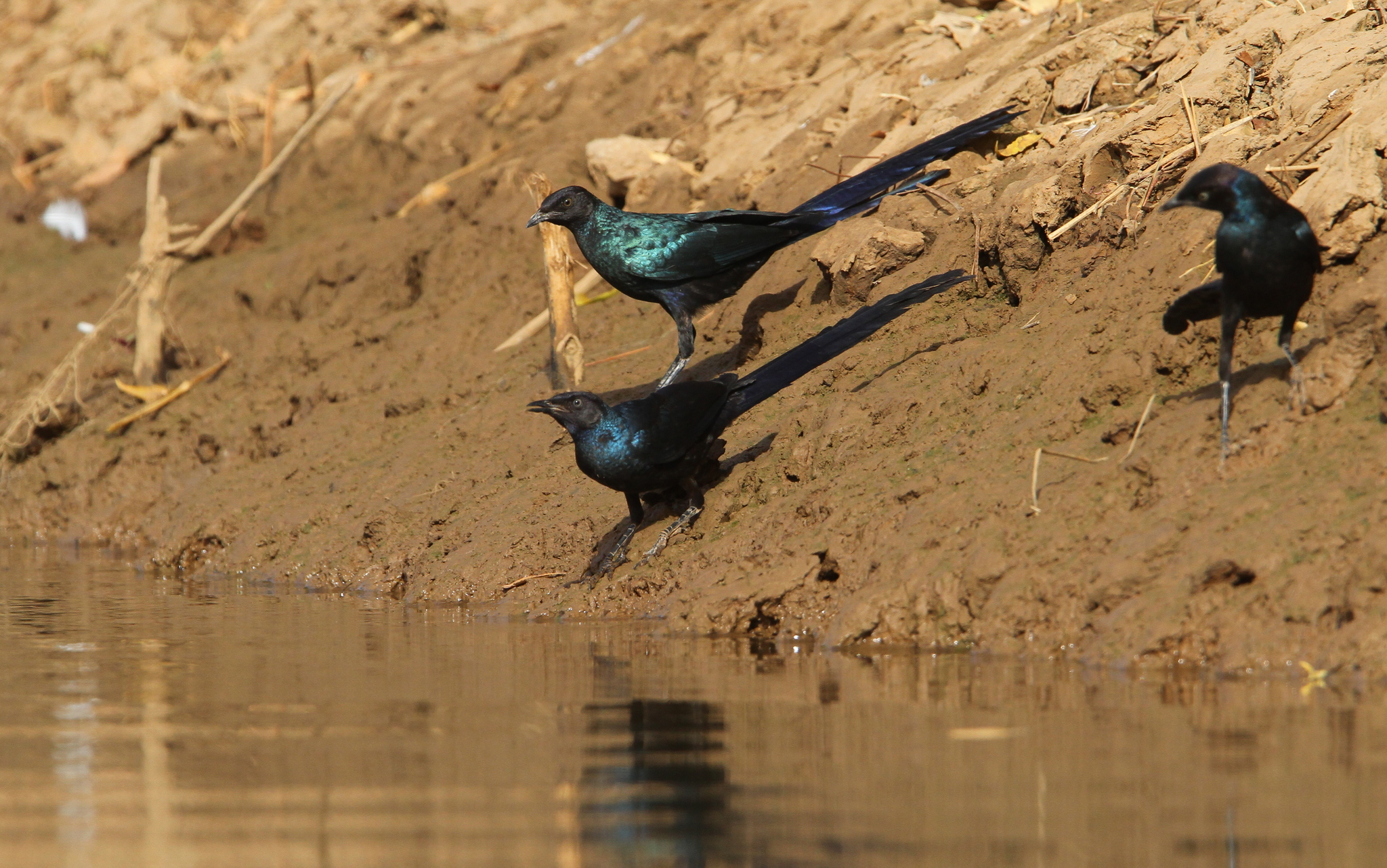
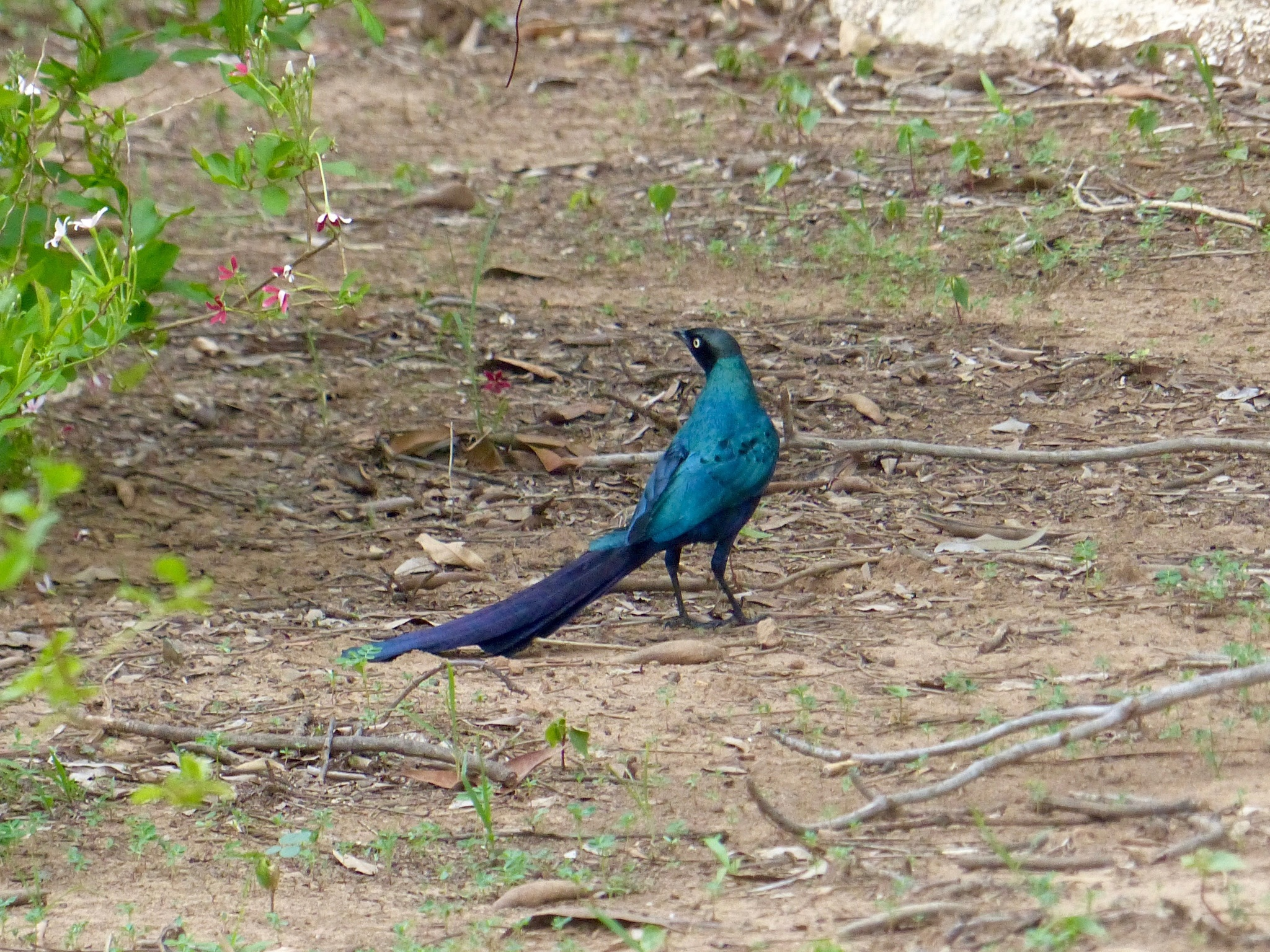
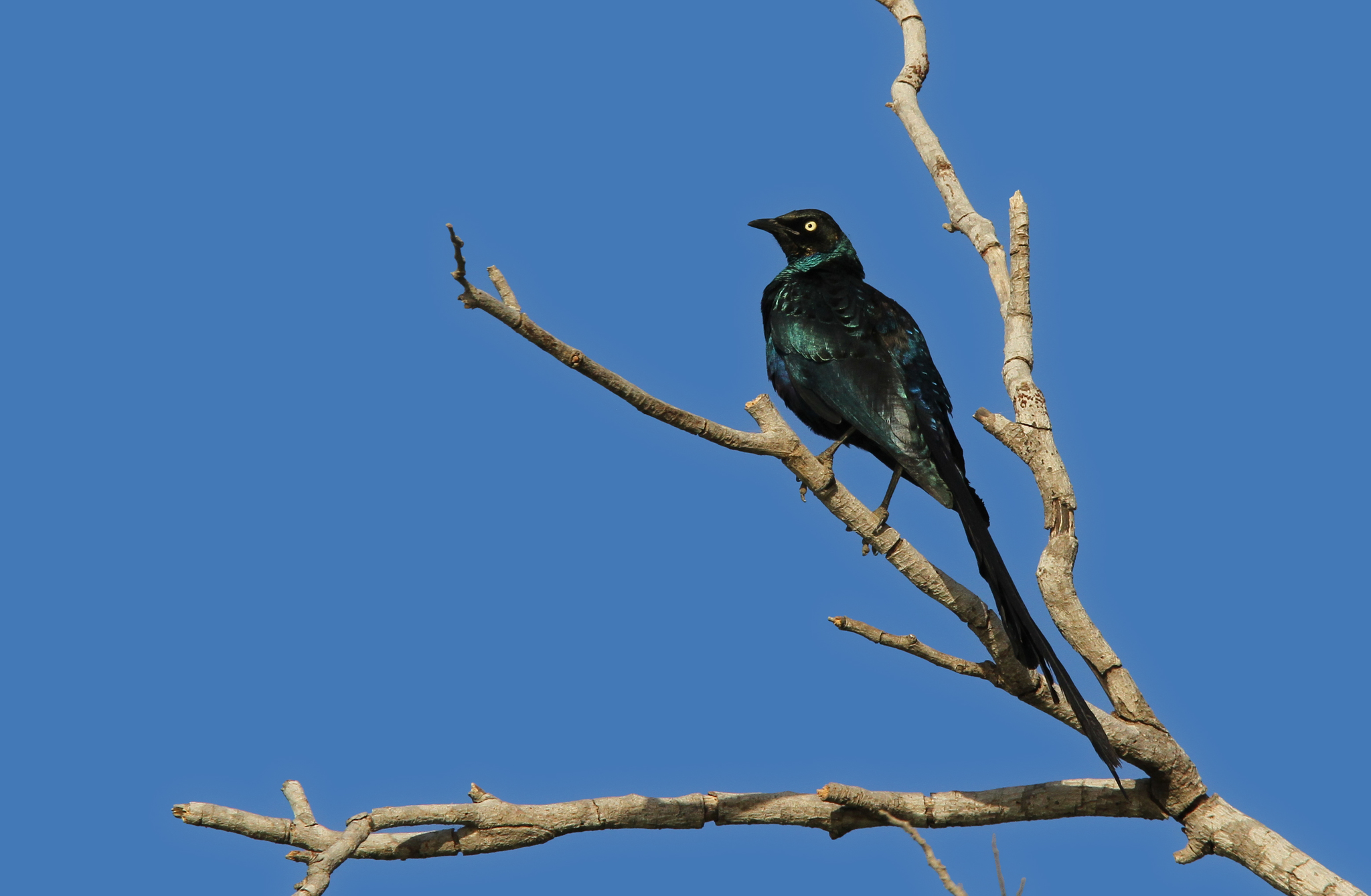